# Acceglio
Acceglio je italská obec v provincii Cuneo v oblasti Piemont.

## Historie
Na počátku 13. století se stala součástí markrabství Saluzzo. Spolu s dalšími dvanácti obci údolí Macra tvořila jakousi svobodnou republiku. Formálně uznávala vládu markraběte, ale získala značnou nezávislost.
V 16. století byla francouzským panstvím a byla jedním z nejvýznamnějších center kalvinismu. Pod záminkou šíření kalvínské hereze se vévoda Karel Emanuel I. Savojský zmocnil území a donutil většinu obyvatelstva ke zřeknutí se této víry. O několik let později vévoda daroval vesnici rodině Taffini ze Savigliana.
Historie obce vždy hrála důležitou roli díky jejímu pohraničnímu postavení; ve francouzsko-španělská válce, v napoleonských válkách a ve druhé světové válce.